# Aua Kuniang
Aua Kuniang is een bestuurslaag in het regentschap West-Pasaman van de provincie West-Sumatra, Indonesië. Aua Kuniang telt 18.535 inwoners (volkstelling 2010).